# NASCAR Winston Cup de 1991
A Temporada da NASCAR Winston Cup de 1991 foi a 43º edição da Nascar, com 29 etapas disputadas o campeão foi Dale Earnhardt.
Trocas de Pilotos
Terry Labonte saiu da Richard Jackson e foi para a Hagan Racing, Rick Mast o subustituiu. Sterling Marlin saiu da Hagan para ser o segundo piloto da Junior Johnson ao lado de Geoff Bodine. Darrell Waltrip saiu da Hendrick para ter sua própria equipe, com isso o time teve apenas dois carros na temporada. Dale Jarrett renovou por mais uma temporada na Wood Brothers, após substituir Neil Bonnett que se lesionou na temporada anterior. Lake Speed foi para a equipe Cale Yarborough, no lugar de Dick Trickle. Rick Wilson substituiu Bobby Hillin, Jr na Stavola Brothers. Joe Ruttman ocupou o lugar de Wilson na RahMoc.
Durante a temporada, pilotos lesionados foram substituídos. Sterling Marlin fraturou as costas após o acidente na Valleydale Meats 500, e na corrida seguinte Charlie Glotzbach o substituiu. Ernie Irvan sentiu exaustão na Hanes 500 e foi substituído por Dick Trickle. Kyle Petty quebrou as costelas após acidente na Winston 500 e ficou fora de onze corridas, Tommy Kendall pilotou o carro 42 por duas corridas e Bobby Hillin, Jr nas outras nove corridas. Geoff Bodine ficou fora de duas corridas após fraturar uma perna nos treinos para a The Winston, Tommy Ellis o substituiu na Coca-Cola 600 e Budweiser 500.
Após péssimas corridas, Lake Speed foi demitido antes do fim da temporada, sendo substituído por Randy LaJoie.

## Calendário
| N. | Data   | Corrida                      | Circuito                        | Vencedor        | Segundo         | Terceiro        |
| 1  | 17-feb | Daytona 500                  | Daytona International Speedway  | Ernie Irvan     | Sterling Marlin | Joe Ruttman     |
| 2  | 24-apr | Pontiac Excitement 400       | Richmond International Raceway  | Dale Earnhardt  | Ricky Rudd      | Harry Gant      |
| 3  | 3-mrt  | Goodwrench 500               | Rockingham Speedway             | Kyle Petty      | Ken Schrader    | Harry Gant      |
| 4  | 18-mrt | Motorcraft Quality Parts 500 | Atlanta Motor Speedway          | Ken Schrader    | Bill Elliott    | Dale Earnhardt  |
| 5  | 7-apr  | TranSouth 500                | Darlington Raceway              | Ricky Rudd      | Davey Allison   | Michael Waltrip |
| 6  | 14-apr | Valleydale Meats 500         | Bristol Motor Speedway          | Rusty Wallace   | Ernie Irvan     | Davey Allison   |
| 7  | 21-apr | First Union 400              | North Wilkesboro Speedway       | Darrell Waltrip | Dale Earnhardt  | Jimmy Spencer   |
| 8  | 28-apr | Hanes 500                    | Martinsville Speedway           | Dale Earnhardt  | Kyle Petty      | Darrell Waltrip |
| 9  | 6-mei  | Winston 500                  | Talladega Superspeedway         | Harry Gant      | Darrell Waltrip | Dale Earnhardt  |
| 10 | 26-mei | Coca-Cola 600                | Charlotte Motor Speedway        | Davey Allison   | Ken Schrader    | Dale Earnhardt  |
| 11 | 2-jun  | Budweiser 500                | Dover International Speedway    | Ken Schrader    | Dale Earnhardt  | Harry Gant      |
| 12 | 9-jun  | Banquet Frozen Foods 300     | Infineon Raceway                | Davey Allison   | Ricky Rudd      | Rusty Wallace   |
| 13 | 16-jun | Champion Spark Plug 500      | Pocono Raceway                  | Darrell Waltrip | Dale Earnhardt  | Mark Martin     |
| 14 | 23-jun | Miller Genuine Draft 400     | Michigan International Speedway | Davey Allison   | Hut Stricklin   | Mark Martin     |
| 15 | 6-jul  | Pepsi 400                    | Daytona International Speedway  | Bill Elliott    | Geoff Bodine    | Davey Allison   |
| 16 | 21-jul | Miller Genuine Draft 500     | Pocono Raceway                  | Rusty Wallace   | Mark Martin     | Geoff Bodine    |
| 17 | 28-jul | DieHard 500                  | Talladega Superspeedway         | Dale Earnhardt  | Bill Elliott    | Mark Martin     |
| 18 | 11-aug | Budweiser At The Glen        | Watkins Glen International      | Ernie Irvan     | Ricky Rudd      | Mark Martin     |
| 19 | 18-aug | Champion Spark Plug 400      | Michigan International Speedway | Dale Jarrett    | Davey Allison   | Rusty Wallace   |
| 20 | 24-aug | Bud 500                      | Bristol Motor Speedway          | Alan Kulwicki   | Sterling Marlin | Ken Schrader    |
| 21 | 1-sep  | Heinz Southern 500           | Darlington Raceway              | Harry Gant      | Ernie Irvan     | Ken Schrader    |
| 22 | 7-sep  | Miller Genuine Draft 400     | Richmond International Raceway  | Harry Gant      | Davey Allison   | Rusty Wallace   |
| 23 | 15-sep | Peak AntiFreeze 500          | Dover International Speedway    | Harry Gant      | Geoff Bodine    | Morgan Shepherd |
| 24 | 22-sep | Goody's 500                  | Martinsville Speedway           | Harry Gant      | Brett Bodine    | Dale Earnhardt  |
| 25 | 29-sep | Tyson Holly Farms 400        | North Wilkesboro Speedway       | Dale Earnhardt  | Harry Gant      | Morgan Shepherd |
| 26 | 6-okt  | Mello Yello 500              | Charlotte Motor Speedway        | Geoff Bodine    | Davey Allison   | Alan Kulwicki   |
| 27 | 20-okt | AC Delco 400                 | Rockingham Speedway             | Davey Allison   | Harry Gant      | Mark Martin     |
| 28 | 3-nov  | Pyroil 500                   | Phoenix International Raceway   | Davey Allison   | Darrell Waltrip | Sterling Marlin |
| 29 | 17-nov | Hardee's 500                 | Atlanta Motor Speedway          | Mark Martin     | Ernie Irvan     | Bill Elliott    |

Corrida 1 - Daytona 500
Davey Allison conquistou a pole. Richard Petty largou em terceiro, sua melhor posição de largada desde 1984. Allison e Dale Earnhardt dominaram as primeiras 90 voltas. Após a metade da corrida a prova ficou equilibrada, Kyle Petty e Ernie Irvan também entraram na briga pela vitória. Depois da última parada de box, Dale Earnhardt tinha tudo para vencer pela primeira vez a Daytona 500, mas foi ultrapassado por Ernie Irvan a seis voltas do fim. A trés voltas do fim, Earnhardt rodou após tocar em Davey Allison e terminou em quinto. Ernie Irvan venceu a Daytona 500 pela primeira vez na carreira, com Sterling Marlin em segundo e Joe Ruttman em terceiro.
Corrida 2- Pontiac Excitement 400- Richmond
Davey Allison conquistou a pole. Alan Kulwicki e Ricky Rudd lideram a primeira metade da corrida. Após a metade, Dale Earnhardt aumentou o ritmo e assumiu o terceiro lugar, depois de largar em décimo-nono. Novamente Earnhardt se beneficiou nas duas últimas paradas de box e assumiu a liderança. O Intimidador segurou Ricky Rudd nas voltas finais, para vencer sua primeira corrida na temporada. Rudd chegou em segundo e Harry Gant completou o pódio. Ernie Irvan teve problemas de freio e chegou apenas em vigésimo-sétimo. Com isso, Earnhardt assumiu a liderança do campeonato com 340 pontos, 22 a frente de Ricky Rudd.
Corrida 3- Goodwrench 500- Rockingham
Kyle Petty conquistou a pole e dominou a prova, liderando 380 de 492 voltas. Após a metade da corrida, Rusty Wallace e Ken Schrader até ameaçaram a vitória, mas Wallace abandonou a prova a 25 voltas do final com motor quebrado. Schrader foi ultrapassado por Petty a 11 voltas do fim e teve que se contentar com o segundo lugar. Kyle Petty venceu pela segunda vez seguida a Goodwrench 500, Schrader foi o segundo e Harry Gant completou o pódio. Ricky Rudd chegou em quarto e Dale Earnhardt em oitavo.  Com os resultados, Rudd ficou a apenas 4 pontos de Earnhardt na liderança do campeonato.
Corrida 4- Motorcraft Quality Parts 500- Atlanta
Alan Kulwicki conquistou a pole. Após 40 voltas de prova, uma chuva forte caiu em Atlanta e a corrida foi adiada para o dia seguinte. Após a relargada, Kyle Petty liderou 37 voltas mas bateu forte na metade da prova. Bill Elliott liderou 102 voltas e entrou na briga pela vitória, mas Ken Schrader assumiu a liderança na volta 253 e não perdeu mais a prova. Schrader venceu a corrida, com Elliott em segundo e Dale Earnhardt em terceiro. Ricky Rudd chegou em sexto, e com isso Earnhardt voltou a ampliar a liderança do campeonato para 24 pontos. Destaque é que a corrida não foi transmitida pela TV no dia seguinte a chuva e o resultado da prova só foi falado no telejornal local.
Corrida 5- Transouth 500- Darlington
Geoff Bodine conquistou a pole. O grande destaque da corrida foi Michael Waltrip que liderou 208 voltas de 367, e tinha tudo para vencer sua primeira corrida na Winston Cup, mas uma problema de pneu na última parada de box fez que perdesse a vitória. Ricky Rudd adiou a última janela de pit stop e se deu bem pois não houve mais bandeira amarela, assumindo a ponta a 37 voltas do fim. Rudd venceu a corrida, com Davey Allison em segundo e Michael Waltrip em terceiro. Dale Earnhardt abandonou a prova a 35 voltas do final com motor quebrado. Com isso, Ricky Rudd assumiu a liderança do campeonato com 808 pontos, 80 a frente de Earnhardt e 129 a frente de Ernie Irvan.
Corrida 6- Valleydale Meats 500- Bristol
Rusty Wallace conquistou a pole. Corrida marcada por vários incidentes, 20 bandeiras amarelas em 133 voltas. Wallace e Ricky Rudd lideraram juntos 123 voltas na primeira metade da prova. Dale Earnhardt ficou fora da briga pela vitória após ser tocado por Sterling Marlin. Ken Schrader bateu trés vezes e saiu bastante irritado. Após a metade da prova, Davey Allison e Ernie Irvan entraram na briga pela vitória. A 80 voltas do fim, Sterling Marlin bateu forte na curva 1, e fraturou a costela ficando de fora da próxima corrida. Faltando 50 voltas para o final, uma chuva leve parou a prova por 40 minutos. Na última relargada, Rusty Wallace passou Ernie Irvan e rumou para a vitória. Numa chegada emocionante, Rusty Wallace venceu a prova por meio carro de vantagem. Irvan chegou em segundo e Davey Allison em terceiro. Ricky Rudd que liderou 145 voltas chegou em quinto, Dale Earnhardt chegou em vigésimo. Na classificação, Rudd chegou a 973 pontos, 119 a frente de Ernie Irvan novo vice-líder.
Corrida 7- First Union 400- North Wilkesboro
Brett Bodine conquistou a pole. Dia marcado pela fúria dos irmãos Bodine, primeiro Brett Bodine que dominou a primeira metade da prova liderando 103 voltas, mas foi tirado da corrida por Ricky Rudd na volta 219. Depois foi Geoff Bodine que após rodar duas vezes no começo da prova, assumiu o segundo lugar a 70 voltas do fim, mas foi tocado por Davey Allison e saiu bastante irritado do carro tendo de ser segurado pelos mecánicos. Outro destaque foi Jimmy Spencer que liderou 70 voltas, mas foi superado por Darrell Waltrip na volta 349. D. Waltrip venceu pela primeira vez na sua equipe e se tornou o sétimo vencedor diferente na temporada um recorde na categoria. Dale Earnhardt chegou em segundo e Jimmy Spencer em terceiro. Ricky Rudd foi mal e chegou em décimo-primeiro. Com os resultados, Earnhardt voltou a vice-liderança do campeonato a 97 pontos atrás de Ricky Rudd.
Corrida 8- Hanes 500- Martinsville
Mark Martin conquistou a pole. No começo da prova, Ernie Irvan sentiu exaustão e foi substituído por Dick Trickle que já havia saído da corrida. Harry Gant e Dale Earnhardt dominaram a primeira metade da prova. Na segunda parte, Davey Allison liderou 106 voltas e tinha tudo para ser o oitavo vencedor da temporada, mas um pequeno furo no pneu fez com que fizesse uma parada extra no box. Dale Earnhardt passou Kyle Petty a menos de 40 voltas do final e foi o primeiro piloto a vencer duas corridas no ano. Petty chegou em segundo e Darrell Waltrip completou o pódio. Em mais um desempenho ruim, Ricky Rudd chegou em décimo-primeiro. Após 8 corridas, Rudd segue na liderança com 1233 pontos, mais Earnhardt encostou bastante ficando a 42 pontos dele. Ernie Irvan, Darrell Waltrip, Davey Allison, Michael Waltrip, Mark Martin, Morgan Shepherd, Ken Schrader e Harry Gant completam os dez primeiros no campeonato.
Corrida 9- Winston 500- Talladega
Ernie Irvan conquistou a pole. Ricky Rudd teve problemas na parte lateral do carro e perdeu uma volta no começo da prova. Após 70 voltas de muita disputa e várias trocas de posições um grande acidente marcou a prova. Ernie Irvan tocou em Mark Martin e provocou um Big One que envolveu 20 carros, a situação mais grave foi de Kyle Petty que fraturou as costelas e ficou de fora de 11 corridas. A prova ficou parada por 50 minutos por limpeza da pista na reta oposta. Após o recomeço da prova, Dale Earnhardt e Darrell Waltrip eram os grandes cotados a vitória, mas Harry Gant com uma estratégia diferente de pit stop e beneficiado pelo vácuo do companheiro de equipe Rick Mast nas duas últimas voltas, venceu a prova. Darrell Waltrip chegou em segundo e Dale Earnhardt em terceiro. Ricky Rudd terminou em décimo-terceiro, com isso Earnhardt voltou a liderança do campeonato com 1366 pontos, 4 a frente de Rudd.
Corrida 10- Coca-Cola 600- Charlotte
Mark Martin conquistou a pole. Na primeira metade da prova muito equilíbrio e líderes diferentes, Michael Waltrip, Dale Earnhardt, Ken Schrader e Davey Allison. Após a metade, Allison liderou 158 voltas e rumou para a vitória, ele que tinha dominado a The Winston também faturou a Coca-Cola 600. Schrader chegou em segundo e Earnhardt em terceiro. Com o nono lugar de Ricky Rudd, o Intimidador ampliou para 36 pontos sua vantagem para Rudd no campeonato. Após 10 corridas, foram 9 vencedores diferentes mostrando o equilíbrio da temporada.
Corrida 11- Budweiser 500- Dover
Michael Waltrip conquistou a sua primeira pole na Winston Cup. Ele liderou 15 voltas, mas teve vários problemas de motor e abandonou. Dale Earnhardt dominou a primeira parte da prova, liderando 156 de 250 voltas. Após a metade, a corrida equilibrou e mais quatro pilotos entraram na briga pela vitória, Mark Martin, Harry Gant, Ken Schrader e Ernie Irvan. Eles brigaram até o fim, mas Schrader assumiu a liderança decisiva na última parada de box e liderou as últimas 78 voltas. Ken Schrader venceu pela segunda vez na temporada, Dale Earnhardt chegou em segundo, e Harry Gant em terceiro. Em mais uma prova discreta, Ricky Rudd terminou em décimo. No campeonato, Earnhardt chegou a 1716 pontos, abrindo 82 de vantagem para Rudd e 142 para Darrell Waltrip.
Corrida 12- Banquet Frozen Foods 300- Sonoma
Ricky Rudd conquistou a pole. Mais uma vez, os especialistas em circuitos mistos, Rudd e Rusty Wallace brigaram pela liderança e lideraram 34 das primeiras 37 voltas. Wallace chegou a abrir 9 segundos de vantagem para Rudd, mas duas bandeiras amarelas nas últimas 14 voltas de prova mudou a parte final da corrida. Tommy Kendall que substituiu Kyle Petty nessa corrida por ser campeão de IMSA que corre em circuitos mistos, assumiu a liderança numa estratégia diferente de box. As últimas 4 voltas de prova foram emocionantes, Kendall e Mark Martin se chocaram na briga pela liderança. Davey Allison assumiu a ponta, mas Ricky Rudd encostou e ficou a um passo da vitória. Mas na abertura na última volta, Rudd tocou na traseira de Allison na curva 11. Ele recebeu a bandeira preta em vez de quadriculada e foi penalizado em 5s, com isso Davey Allison venceu a prova. Rudd ainda foi segundo e Rusty Wallace chegou em terceiro. Dale Earnhardt chegou em sétimo. No campeonato, Ricky Rudd diminuiu para 53 pontos sua vantagem para Dale Earnhardt. Com a vitória, Davey Allison subiu para quinto no campeonato.
Corrida 13- Champion Spark Plug 500- Pocono
Mark Martin conquistou a pole. Corrida marcada por várias trocas de lideranças durante a prova. Nas primeiras 100 voltas, destaques para Ernie Irvan que liderou 24 voltas, e Sterling Marlin com 22 voltas lideradas. Após a metade, a chuva que era prevista se confirmou e a 70 voltas do fim a prova foi paralisada. Aí ficou no ar a expectativa do diretor de prova encerrar a corrida ou deixar a chuva passar. Depois de duas horas de paralisação, a prova recomeçou em Pocono. Dale Earnhardt assumiu a ponta e ficou próximo da vitória, mas Darrell Waltrip tomou a liderança a 18 voltas do fim e rumou para a sua segunda vitória na sua equipe própria. Earnhardt chegou em segundo e Mark Martin em terceiro. Com um problema no último pit stop, Ricky Rudd completou apenas em vigésimo lugar. No campeonato, Dale Earnhardt chegou a 2037 pontos, e abriu 120 de vantagem para Ricky Rudd, maior vantagem entre líder e vice-líder desde o começo. Com a vitória em Pocono, Darrell Waltrip é o terceiro a 195 pontos do Intimidador.
Corrida 14- Miller Genuine Draft 400- Michigan
Michael Waltrip conquistou a pole. Na primeira parte da prova, dois destaques. Foram 23 trocas de líderes nas primeiras 100 voltas, e Hut Stricklin liderou 23 voltas pela equipe Bobby Allison. Na segunda parte, Davey Allison dominou a prova liderando 75 voltas e conquistou a sua terceira vitória na temporada. Stricklin terminou em segundo e Mark Martin em terceiro. Dale Earnhardt liderou 14 voltas e terminou em quarto, Ricky Rudd chegou em oitavo após liderar duas voltas. Com isso, Earnhardt ampliou sua folga na liderança do campeonato para 138 pontos em relação a Rudd e 209 a Darrell Waltrip.
Corrida 15- Pepsi 400- Daytona
Sterling Marlin conquistou a pole. Ernie Irvan liderou 48 das primeiras 80 voltas e se tornou um sério candidato a vitória e ser o primeiro piloto da história da Winston Cup a vencer duas corridas em Daytona no mesmo ano. Mas Ken Schrader e Davey Allison estavam dispostos a desbancar o piloto da Morgan Mc-Clure. A 40 voltas do fim, Darrell Waltrip sofreu um grave acidente após ser tocado por Alan Kulwicki e abalrooado por Joe Ruttman capotando seis vezes na grama. Lembrando que Waltrip tinha ficado de fora de 6 corridas do ano anterior devido a um acidente nos treinos para essa corrida. Mas dessa vez ele sofreu ferimentos leves e nem precisou levar ao hospital. Nas últimas voltas, Bill Elliott assumiu a ponta a 13 voltas do fim ao passar Davey Allison e partiu para sua primeira vitória no ano, encerrando uma certa crise na equipe Melling. Geoff Bodine chegou em segundo e Davey Allison em terceiro. Dale Earnhardt e Ricky Rudd fizeram provas discretas e terminaram em sétimo e nono, respectivamente. No campeonato, Earnhardt terminou a primeira parte da temporada com 2353 pontos, 146 a frente de Ricky Rudd e 214 de Ernie Irvan. Elliott foi a décima-terceira posição com a vitória.
Corrida 16- Miller Genuine Draft 500- Pocono
Alan Kulwicki conquistou a pole. Ken Schrader e Ernie Irvan dominaram a primeira parte da prova, liderando juntos 77 de 100 voltas. Também nessa primeira metade, vários incidentes aconteceram com 9 bandeiras amarelas em 83 voltas. Um deles foi Big One. Na volta 72, Hut Stricklin foi tocado por Ernie Irvan, ao tentar desviar Bobby Hillin, Jr bateu em Ricky Rudd e Richard Petty. No meio do bolo, Dale Earnhardt rodou e deu um leve toque no muro. Darrell Waltrip, Alan Kulwicki e Ken Schrader também se envolveram na batida. Após a metade da prova, Rusty Wallace e Mark Martin entraram na briga pela vitória, mas Ernie Irvan seguia absoluto na ponta. Até que a 35 voltas do final a prova mudou de figura, Irvan precisou fazer uma parada de box e Rusty Wallace seguiu na pista. Trés voltas depois começou a chover em Pocono o que não estava prevista no começo da prova. Após 3 horas de paralisação, os pilotos até voltaram a pista mas após duas voltas a chuva voltou e a direção de prova decidiu terminar a corrida. Rusty Wallace venceu pela segunda vez na temporada, com Mark Martin em segundo e Geoff Bodine em terceiro. Ricky Rudd terminou em vigésimo e Dale Earnhardt em vigésimo-segundo. No campeonato, Earnhardt chegou a 2450 pontos, 140 de vantagem para Rudd e 155 para Ernie Irvan.
Corrida 17- DieHard 500- Talladega
Sterling Marlin conquistou a pole. Depois de quatro corridas discretas, Dale Earnhardt estava disposto a lutar pela vitória e dominou a primeira parte da prova liderando 54 de 94 voltas. Após a metade, vários incidentes na pista. O mais forte foi de Rick Mast a 22 voltas do final, capotando na reta dos boxes após ser tocado por Buddy Baker, mas saiu sem ferimentos. Earnhardt continuou com o domínio e liderou as últimas 28 voltas para conquistar sua terceira vitória na temporada, e ampliar sua diferença na liderança do campeonato para 160 pontos. Bill Elliott chegou em segundo e Mark Martin em terceiro. Rudd foi o quarto. Davey Allison assumiu a terceira posição no campeonato, após chegar em nono.
Corrida 18- Budweiser at the Glen- Watkins Glen
Terry Labonte conquistou a pole. Após 6 voltas de muita disputa, um trágico acidente deixou a prova em segundo plano. J.D McDuffie e Jimmy Means se chocaram no final da reta oposta e bateram forte na grade de proteção. Enquanto Means saiu com ferimentos leves, McDuffie sofreu traumatismo craniano e a sua morte foi confirmada pelo coordenador da Nascar, Chip Williams. McDuffie tinha 53 anos. Após a relargada, Labonte manteve a ponta até rodar por causa de um pneu furado. Ernie Irvan assumiu a ponta, com Mark Martin, Davey Allison e Ricky Rudd em seu encalço até o fim da prova. Na última volta, Allison e Martin se chocaram na briga pela segunda posição, e deixaram o caminho livre para Ernie Irvan vencer sua primeira corrida na temporada. Ricky Rudd foi o segundo e Mark Martin o terceiro. Dale Earnhardt teve duas punições durante a prova e chegou apenas em décimo-quinto. No campeonato, Rudd diminuiu para 108 pontos sua desvantagem para Earnhardt, Ernie Irvan com a vitória voltou a terceira posição a 214 pontos do Intimidador.
Corrida 19- Champion Spark Plug 400- Michigan
Alan Kulwicki conquistou a pole. Prova bastante equilibrada em todo o período, 10 trocas de líderes nas primeiras 100 voltas. Destaques para Geoff Bodine que liderou 25 voltas, Morgan Shepherd com 15 e Davey Allison com 20 voltas. Após a metade, Bill Elliott entrou na briga pela vitória liderando 48 voltas. Mas um bandeira amarela a 13 voltas do final mudou a história da corrida. Dale Jarrett assumiu a liderança pois adiou a última parada, e após um disputa espetacular com Davey Allison nas duas últimas voltas, conquistou a sua primeira vitória na NASCAR. Allison chegou em segundo e Rusty Wallace em terceiro. Dale Earnhardt que largou em vigésimo-sexto, teve diversos problemas durante a prova e acabou em vigésimo-quarto. A sorte dele é que Ricky Rudd também teve uma prova discreta e acabou em décimo-primeiro. No campeonato, Earnhardt foi a 2849 pontos, 69 a frente de Rudd.
Corrida 20- Bud 500- Bristol
Bill Elliott conquistou a pole. Corrida marcada por acidentes com pilotos que estavam brigando pelas primeiras posições, primeiro Rusty Wallace que tinha acabado que assumir a liderança na volta 63 e bateu na curva 4.  Depois Michael Waltrip bateu na reta principal na volta 79. Dale Jarrett estava em segundo, quando bateu na curva 3 na volta 255. Jimmy Spencer liderou 206 voltas e tinha tudo para vencer sua primeira corrida na NASCAR, mas um problema elétrico na penúltima parada de box o tirou da briga pela vitória. Então a vitória caiu no colo de Alan Kulwicki que liderou as últimas 137 voltas para vencer sua única corrida da temporada. Sterling Marlin chegou em segundo e Ken Schrader em terceiro. Ricky Rudd foi o quinto e Dale Eanrhardt o sétimo. No campeonato, Rudd diminuiu para 60 pontos sua desvantagem para Earnhardt. Mark Martin, Davey Allison, Ernie Irvan, Ken Schrader, Darrell Waltrip, Sterling Marlin, Rusty Wallace e Harry Gant completam os 10 primeiros.
Corrida 21- Heinz Southern 500- Darlington
Davey Allison conquistou a pole, e dominou a primeira metade da prova liderando 98 voltas. Após a metade Harry Gant entrou na briga pela vitória liderando 82 voltas, Davey Allison até recuperou a liderança mas um problema na pastilha de freio na parada de box fez com que terminasse a corrida em décimo-segundo. Dale Earnhardt também ficou próximo da vitória quando assumiu a segunda posição e se aproximou de Gant, mas um leve toque no muro a 30 voltas do final fez com que o carro perdesse o rendimento e ele acabou em oitavo. Harry Gant rumou para sua segunda vitória na temporada, com Ernie Irvan em segundo e Ken Schrader em terceiro. Destaque para o retorno de Kyle Petty depois de 11 corridas após fraturar as costelas na Winston 500, ele chegaria em quarto se não fosse a quebra do motor a 9 voltas do fim. No campeonato, Dale Earnhardt foi a 3142 pontos, abrindo 89 de vantagem para Ricky Rudd que chegou em décimo-quinto nessa corrida.
Corrida 22- Miller Genuine Draft 400- Richmond
Rusty Wallace conquistou a pole. Ernie Irvan e Davey Allison dominaram a primeira parte da prova liderando juntos 128 voltas. Após a metade, Rusty Wallace e Harry Gant também entraram na briga pela vitória. A menos de 100 voltas do final muitas emoções, na volta 313 Ernie Irvan, Alan Kulwicki, Morgan Shepherd e Harry Gant rodaram na briga pela liderança. Davey Allison ficou muito próximo da vitória, mas Gant se recuperou e passou o carro 28, a menos de 20 voltas do final para conquistar sua segunda vitória seguida e terceira na temporada. Allison foi o segundo e Rusty Wallace o terceiro. Ricky Rudd chegou em quinto e Dale Earnhardt foi o décimo-primeiro após desgaste de pneus nas últimas voltas. No campeonato, Rudd voltou a diminuir a vantagem para 64 pontos para o Intimidador.
Corrida 23- Peak AntiFreeze 500- Dover
Alan Kulwicki conquistou a pole. Prova mais longa e complicada do ano, onde apenas 16 carros de 40 completaram. Destaque para um Big One na volta 70, onde Chad Little foi tocado por Geoff Bodine e mais 15 carros não conseguiram desviar do incidente, entre eles Ernie Irvan, Ken Schrader e Sterling Marlin. Davey Allison dominou a primeira metade da corrida liderando 114 voltas mas abandonou com motor quebrado. Dale Earnhardt era o terceiro quando não conseguiu desviar o carro atravessado de Rusty Wallace, e acabou apenas em décimo-quinto. Com isso, Harry Gant dominou a prova liderando 240 voltas e venceu pela quarta vez no ano, a terceira seguida. Geoff Bodine chegou em segundo e Morgan Shepherd em terceiro. Com o sétimo lugar de Ricky Rudd, a diferença entre ele e Earnhardt caiu para 36 pontos e o campeonato estava aberto faltando 6 corridas para o fim.
Corrida 24- Goody´s 500- Martinsville
Mark Martin conquistou a pole. Corrida bastante equilibrada na primeira parte, com várias trocas de líderes, destaques para Rusty Wallace liderando 64 voltas, Brett Bodine com 46 voltas e Jimmy Spencer com 36 voltas. Após a metade, Harry Gant liderou 104 voltas, mas na volta 376 rodou após tocar em Rusty Wallace. O comentarista da ESPN americana Benny Parsons até falou que Gant não venceria a quarta corrida seguida, mas queimou a língua. Ernie Irvan até liderou 62 voltas, mas o piloto do carro 33 se recuperou a reassumiu a liderança a 47 voltas do final. Harry Gant venceu pela quarta vez seguida sendo o quarto piloto a conseguir esse feito, depois de Cale Yarborough em 1976, Darrell Waltrip em 1981 e Dale Earnhardt em 1987. Brett Bodine chegou em segundo e Earnhardt em terceiro, Ricky Rudd chegou em oitavo mesmo rodando duas vezes durante a corrida. No campeonato, Dale Earnhardt foi a 3570 pontos, voltando a ampliar a vantagem para 59 pontos em relação a Rudd. Com as quatro vitórias seguidas, Harry Gant subiu de nono para quinto no campeonato.
Corrida 25- Tyson Holly Farms 400- North Wilkesboro
Harry Gant conquistou a pole, e dominou praticamente toda a prova liderando 350 voltas e tinha tudo para fazer história ao vencer cinco vitórias seguidas. Mas o freio do seu carro começou a falhar nas últimas voltas, e ele não conseguiu segurar Dale Earnhardt a 9 voltas do final. O Intimidador que tinha largado em décimo-sexto, voltou a vencer depois de oito corridas e ficou muito próximo do título, pois Ricky Rudd chegou apenas em décimo-segundo. Harry Gant chegou em segundo e Morgan Shepherd em terceiro. No campeonato, Dale Earnhardt abriu 112 pontos de vantagem para Ricky Rudd e faltando 4 corridas para terminar a temporada, o Intimidador está muito próximo do pentacampeonato da NASCAR.

## Classificação final - Top 10
| 1  | Dale Earnhardt  | 4287 |
| 2  | Ricky Rudd      | 4092 |
| 3  | Davey Allison   | 4088 |
| 4  | Harry Gant      | 3985 |
| 5  | Ernie Irvan     | 3925 |
| 6  | Mark Martin     | 3914 |
| 7  | Sterling Marlin | 3839 |
| 8  | Darrell Waltrip | 3711 |
| 9  | Ken Schrader    | 3690 |
| 10 | Rusty Wallace   | 3582 |